# Bernd Volcic
Bernd Volcic (Oberwart, 10 gennaio 1976) è un ex cestista austriaco.

## Palmarès
- Coppa d'Austria: 1

Oberwart Gunners: 1995